# 島桂次
島 桂次（しま けいじ、1927年8月30日 - 1996年6月23日）は、日本のジャーナリスト。第15代日本放送協会（NHK）会長、元NHK政治部記者。

## 来歴
栃木県上都賀郡足尾町（現在の日光市足尾町）出身。旧制宇都宮中学、旧制新潟高校を経て、海軍兵学校2年生の時に終戦。東北大学文学部美学科卒業後、1952年4月NHKに入局。初任地はNHK盛岡放送局。政治部記者となり池田勇人の総理番記者となり、その後、宏池会を担当。
1973年、ニュースセンター次長となり、1973年9月に放送総局副総局長の堀四志男の指示の下、報道番組部長として、1974年4月『ニュースセンター9時』、1976年4月に『NHK特集』をスタートさせる。1976年、アメリカ総局長、1977年、放送総局主幹、1978年、報道局次長、1980年、報道局長兼放送総局副総局長などを経て、1982年理事、1980年専務理事、1988年副会長、1989年4月に会長に就任。
その後、1991年に永田町、霞ヶ関、丸の内界隈の権力闘争とNHK内部の権力闘争がリンクしていき、結果として1991年7月に会長辞任。辞任後、既存メディアでの情報発信の場を奪われた事を機会に、1994年6月インサイダー編集長の高野孟と共同で「（株）島メディアネットワーク（略称：SMN）」を設立。「新聞や放送じゃ分からない日本、つまり霧のかかった日本、分かりにくい日本の霧を晴らす情報にウエートを置いて発信する」ことに挑戦するため、インターネットポータルサービスの普及が浸透していなかった時代にニュースWebサイトを設立。1996年6月23日、急性呼吸不全のため68歳で死去。

## 人物

### 政治記者時代
1960年、島はフランクリン・ルーズベルトの例にならって、党首の演説会をテレビでやろうと発案、その企画実現に奔走した。当時は立会い演説会が一般的であった。マスコミ嫌いで知られた池田勇人首相と懇意だった関係で「これからは政治家もマスコミに顔を出して、直接国民と話さなければ駄目ですよ」と何とか説得。これにより民社党委員長・西尾末広、日本社会党委員長・浅沼稲次郎も出ざるを得なくなり、三党による党首立会演説会が実現した。
これが1960年（昭和35年）10月12日、日比谷公会堂で起きた有名な浅沼稲次郎暗殺事件があった立会演説会である。当日の島は官邸記者クラブの招待で川崎球場に日本シリーズを観戦していて事件をラジオで知り、慌てて総理大臣官邸に着くと池田から「お前がよけいなことを企画するから、えらいことが起こったんだぞ」と怒鳴り散らされたという。NHKは浅沼刺殺の瞬間を直後のテレビニュースで放送した。これは一国の公党の党首が公衆の面前で暗殺され、その映像が全国に伝わるというテレビ報道にとってひとつのエポックとなった。
宏池会の番記者を長らく担当していたこともあり、田中角栄を始めとする政治家と親交を深め自由民主党と強いパイプを築き、「自民党の代理店」と呼ばれた。

### 局長時代
アメリカ総局長に異動した経験を生かし、テレビの演出を変革した。アメリカ流の「キャスター」を使った「ニュースショー」や、職域を超えたプロジェクトによる大型ドキュメンタリー番組をつくった。
1981年2月4日、いわゆる「ロッキード・三木発言カット事件」という、『ニュースセンター9時』で放送を予定していた特集「ロッキード事件五年－田中角栄の光と影」で政治関連部分の一部が突如業務命令で放送中止になるという事件が起きた。この事件を利用して自分に敵対的な人物で日本放送労働組合委員長だった上田哲の派閥というレッテルを貼ることで一掃したと言われている。この事件を機に島はNHKでの主導権を確立した。強いリーダーシップを発揮し、あさま山荘事件では長時間中断なしの放映を決断させたと言われる。

### NHK会長時代
1989年4月、NHK会長に就任以後、NHK経営委員会委員長で住友銀行の頭取であった磯田一郎と組んで「商業化」路線を推進した。また、島は他方で、NHKの組織を抜本的にスリム化する構想も持っており、NHK教育テレビジョンやラジオ第2放送を削減しようとした。また、報道を除く番組制作部門は全て『番組制作会社へ外注すればよい』という方針で、組織改革の中で番組制作局の「部」を『プロダクション』と改称した。
- 1985年、NHK副会長時代にNHKエンタープライズを設立。1990年には国際メディア・コーポレーションと子会社を設立していく[9]。島によるNHK商業化路線は、NHKに民間の手法を導入することによって番組の質を向上させ、NHK受信料に頼らない経営で、国際的なメディア戦争に生き残ろうとしたとの評価がある一方、金儲け第一主義で公共放送のあり方を歪め、2004年（平成16年）から相次いだ不祥事の元凶をつくったとする批判もある（その後を継いだ川口幹夫は、島の路線を否定した）。
- NHK紅白歌合戦の廃止
- GNN構想の失敗とNHK会長の引責辞任
  - 1991年東京都知事選挙告示時に小沢一郎（当時自民党本部幹事長）が現職の鈴木俊一を公認せず、報道局長・NHK特別主幹であった磯村尚徳を公認候補とした。これに自民党東京都連は反発し、事実上の分裂選挙となった。結果的に鈴木の4選となった選挙結果によって自民党内では確執が生じた。その責任の一端が磯村を引っ張り出した海老沢勝二（島の側近）にあると言われ、影響が島まで及びそうになった結果、島は海老沢の理事職を解任し左遷させた。
1991年4月、島がCNNに刺激され、欧米の放送局と提携したニュース専門局である GNN（Global News Network）構想を発表。島は「衛星ロケット費用が安い」という理由で、ゼネラル・エレクトリックに委託したが、同年4月18日、アメリカ合衆国フロリダ州のケープカナベラル空軍基地から打ち上げられた、BS-3Hを積んだアトラスIロケットが軌道を外れ、二度目の放送衛星の打ち上げに失敗した[10][11]。

その後、島は、国会の逓信委員会でロケット打ち上げ失敗の問題を巡って、国会議員から質疑を受けていたが、この時、衆議院逓信委員会委員長であった自民党の野中広務は「ロケット打ち上げ失敗時に何をしていたのか」と質疑し、島は「GEで打ち上げのモニターを監視していた」と答弁した。しかし、朝日新聞1991年7月2日付朝刊社会面トップにて「NHK島会長、国会答弁に疑問」という特ダネ記事を掲載し、数日後、東京スポーツが「NHK島会長、愛人と海外出張」と書いたことを契機に、国会での虚偽答弁、経費流用疑惑等々が噴出し、7月にNHK会長を引責辞任した。

## 著書
- 『シマゲジ風雲録―放送と権力・40年』 文藝春秋、1995年2月。ISBN 978-4163499406
- 『電子の火　インターネットで世界はどう変わるか』 明日香新社、1995年8月。ISBN 978-4870312241